# في أمل (مسلسل)
في أمل مسلسل كويتي، من إخراج محمد دحام الشمري، وتأليف أنفال الدويسان.

## ملخص القصة
تدور أحداث المسلسل حول أحلام الفتيات بالزواج والبيت السعيد كما تراهن في المسلسلات والأفلام التي يشاهدن، ولكن مع طرق الواقع بالفعل يكتشفن الوهم وأنها مجرد أحلام على الأكثر.

## الممثلون
- جاسم النبهان بدور عبد المحسن
- صلاح الملا بدور عبد الله
- محمد المنيع بدور والد عبد المحسن وعبد الله
- زهرة الخرجي بدور طيبة
- لمياء طارق بدور امل
- فخرية خميس بدور نورة
- عبد الله بوشهري بدور بدر
- سعود بوشهري بدور فيصل
- نور الغندور بدور دلال
- غرور بدور سارة
- زينب غازي بدور شيخة
- فهد العبد المحسن بدور صلاح
- يوسف البلوشي بدور خالد
- فرح الهادي بدور لولوة
- محمد الدوسري بدور طلال